# Ricardo Flores Magón, Culiacán
Ricardo Flores Magón är en ort i Mexiko.   Den ligger i kommunen Culiacán och delstaten Sinaloa, i den centrala delen av landet, 1 000 km nordväst om huvudstaden Mexico City. Ricardo Flores Magón ligger 17 meter över havet och antalet invånare är 181.
Terrängen runt Ricardo Flores Magón är platt. Runt Ricardo Flores Magón är det ganska tätbefolkat, med 100 invånare per kvadratkilometer. Närmaste större samhälle är El Rosario, 11,5 km nordväst om Ricardo Flores Magón. Trakten runt Ricardo Flores Magón består till största delen av jordbruksmark.